# Parodia formosa
Parodia formosa är en kaktusväxtart som beskrevs av Friedrich Ritter. Parodia formosa ingår i släktet Parodia och familjen kaktusväxter. Inga underarter finns listade i Catalogue of Life.